# Стенбок, Катарина
Катарина Стенбок (22 июля 1535, Torpa stenhus, Эльвсборг — 13 декабря 1621, Дворец Strömsholm, Вестманланд) —  шведская аристократка, третья и последняя супруга короля Швеции Густава I.

## Биография
Катарина была дочерью Густава Олофссона Стенбока и Бриты Эриксдоттер Лейонхувуд, сестры предыдущей жены короля Маргариты Лейонхувуд. Её сестрой была Эбба Стенбок. Как и предыдущая королева, Катарина была помолвлена, когда король решил жениться на ней; помолвка была разорвана, так что король смог добиться своего. Согласно старым историям она убежала и спряталась за кустами в саду, когда король прибыл в особняк своих родителей, и часто говорила о своём предыдущем женихе во сне. Брак встретил сопротивление церкви и духовенства из-за её родственных связей с бывшей супругой короля, которой Катарина приходилась родной племянницей. Король заявил, что законы Ветхого Завета применимы только к евреям, и поэтому свадьба может состояться.

### Королева
Свадьба состоялась 22 августа 1552 года в городе Вадстена; на торжество была потрачена огромная сумма денег в то время, как в стране свирепствовала чума, и сгорел город Турку. Люди утверждали, что видели дурные предзнаменования и злые знаки в небе. На следующий день Катарина была коронована королевой Швеции. Празднования длились три дня. Когда королевский двор отбыл, в городе начался сильный пожар и он почти полностью выгорел, что было расценено как ещё одно дурное предзнаменование. По признанию самого короля брак не был счастливым; говорили, что он даже обдумывает написание закона, который предотвратил бы любой будущий брак между «парами, один из которых был молодым, а другой — старым». Согласно записям, король сам слышал, как она во сне говорила о своём бывшем женихе, Густаве Тре Росоре («Три Розы»): «Король Густав очень дорог мне, но я никогда не забуду Розу». С годами здоровье короля ухудшалось, и в течение восьми лет она была скорее не королевой и женой, а сиделкой. В 1554 и 1556 годах появлялись признаки того, что она была беременна, но официально ни о какой беременности не объявлялось, и ни одна не была подтверждена. Она посетила Финляндию в 1555 году, где оставалась до 1556 года.

### Вдовствующая королева
После смерти короля в 1560 году Катарина оставалась вдовой 61 год. Она была первой шведской вдовствующей королевой, получившей титул Riksänkedrottning, что означает «Вдовствующая королева государства». Её владения как вдовы сделали её очень богатой и независимой. Она одолжила деньги нескольким королям, которые правили после её покойного супруга. Она также выступала посредником в конфликтах. Поскольку Эрик не был женат, вдовствующая королева Катарина выполняла обязанности королевы при королевском дворе во время его правления, хотя и продолжала носить траур. Например, в 1562 году она открыла бал для посольства Польши, на котором они с Эриком вели переговоры о браке герцога Юхана и Катерины Ягеллонки Польской. В 1568 году она стала крёстной матерью сына короля Эрика и Катарины Монсдоттер. Катарина Хансдоттер, Анна Ферсонернас Модер и Эбба Браге в разное время состояли при её дворе. Сообщалось, что у Эрика были планы убить своих братьев и других врагов до своей свадьбы с Катариной Монсдоттер, но планы провалились, потому что Монсдоттер предупредила предполагаемых жертв через Катарину Стенбок.
9 июня 1568 года Катарина держала сына Эрика и Катарины Монсдоттер во время обряда крещения. Во время двойной свадьбы между Эриком XIV и Катариной Монсдоттер и шведской принцессой Софией и герцогом Магнусом II Саксен-Лауэнбургским в июне 1568 года, Катарина возглавляла процессию, идя перед Катариной Монсдоттер, за которой следовали принцессы София и Елизавета. Когда король Эрик XIV был свергнут в 1568 году, герцог Магнус II Саксен-Лауэнбургский, муж её падчерицы принцессы Софии, увёз её, свою жену и принцессу Елизавету на лодке из королевского дворца Стокгольма, чтобы оставить Эрика присоединиться к повстанцам во главе с принцем Юханом в Упсале. Юхан в официальной пропаганде заявил, что Эрик планировал отправить Катарину, Софию и Елизавету заложниками в России после того, как он не смог проделать этого с женой самого Юхана. Юхан также утверждал, что Эрик обвинил Катарину в сговоре с Данией во время продолжающейся Северной семилетней войны. Во время заключения Эрика и Катарины их дети находились под присмотром Катарины Стенбок и их французской гувернантки Иоганны (Жанны) де Гербовиль с 1568 по 1570 год.
Во времена правления Юхана она уже не играла такой важной роли при дворе, поскольку жена Юхана сама исполняла обязанности королевы. В 1570 году Катарина хотела выйти замуж за герцога Франца II Саксен-Лауэнбургского, брата мужа её падчерицы, герцога Магнуса II. Эти планы, однако, были разрушены самим Магнусом. В 1574 году она убеждала короля Юхана освободить её племянника Эрика Стенбока, который был заключён в тюрьму по настоянию Марты Лейонхувуд после его легендарного побега и брака с дочерью Марты. Её владения находились в герцогстве её пасынка, герцога Карла, и у неё было с ним много конфликтов. В 1581 году герцог Карл снова оспорил её права на владения, но её собственность защитил король Юхан III. У неё были хорошие отношения с Юханом, и она часто давала ему деньги. В 1582 году она участвовала во встрече Катарины Монсдоттер с королевой Катериной Ягеллонкой в замке Свартсё. Во время конфликта между Сигизмундом и Карлом в 1590-х годах, Карл подозревал её в поддержке своего противника; она поддерживала переписку со своей сестрой Эббой Стенбок, которая была замужем за преданным сторонником Сигизмунда.
Как вдова, она много жертвовала на благотворительность. После её смерти в 1621 году в возрасте 86 лет было сказано, что: «Бедные потеряли друга, а сироты — их мать». Она была похоронена в Упсальском соборе, но без собственного памятника.